# Aulacodes mormodes
Aulacodes mormodes là một loài bướm đêm trong họ Crambidae.